# Puerta de Doce Cantos
La Puerta de los Doce Cantos es una puerta monumental de la ciudad española de Toledo.

## Descripción
Está ubicada en la zona oriental del casco antiguo de la ciudad de Toledo, en Castilla-La Mancha. Cuenta con el estatus de Bien de Interés Cultural, en virtud de un real decreto de fecha 21 de diciembre de 1921. El 15 de diciembre de 1998 fue delimitado en entorno protegido del Bien de Interés Cultural, mediante un decreto publicado el 19 de ese mismo mes en el Diario Oficial de Castilla-La Mancha. Está identificada en el Registro General de Bienes de Interés Cultural del Ministerio de Cultura y Deporte con el código RI-51-0009641-00000.